# Hotel Rosaleda
L'Hotel Rosaleda és un edifici emblemàtic de l'arquitectura de granit situat a Encamp, al número 13 de l'avinguda Copríncep Francès. És obra de l'arquitecte noucentista Adolf Florensa, del 1943. Està protegit com a bé d'interès cultural en la classificació de monument. Des de 2020 és la seu del Ministeri de Cultura i esports del Govern d'Andorra.

## Edifici
L'edifici està encaixat entre l'avinguda Copríncep Francès, al sud-est, i el riu Valira d'Orient, al nord-oest.
L'edifici és de planta rectangular. Consta d'una planta soterrània, que s'estén més enllà del cos central de l'edifici, planta baixa i quatre plantes. A la cara sud-oest, una gran terrassa que cobreix l'entrada al soterrani i dos locals estira l'edifici en aquesta direcció. Aquesta terrassa i la planta que la defineix contribueixen a la solució acurada per desenvolupar l'edifici en un terreny de pendent notable. Es tracta d'un edifici aïllat, amb quatre façanes que es poden considerar totes nobles, si bé tractades de manera diferent. Per damunt de la planta soterrània, amb garatge, magatzems, serveis i la mítica sala de festes de la segona meitat del segle xx, s'hi aixequen la planta baixa i les quatre plantes de pisos, dedicades a recepció, salons, bar, menjador, cuina i habitacions. L'última planta, originàriament un cap de casa poc aprofitable, es recuperà com a planta d'habitacions amb la inclusió, durant la reforma dels anys cinquanta, d'un gran nombre de llucanes que transformen en més complexa la solució inicial del llosat.
És a les façanes on s'aprecia, als quatre vents, l'expressió de l'arquitecte impregnat pel corrent noucentista carregat de signes historicistes ponderats i ple de referències regionals. Des del monumentalisme de les façanes anterior i posterior, passant per la torre lateral d'arrels medievals o regionalistes que corona la caixa d'escala, fins a l'entranyable i càlida façana de ponent, subtilment íntima com la d'un xalet alpí, l'edifici de l'Hotel Rosaleda és un compendi de l'època.

## Història
El projecte signat per Adolf Florensa, amb data de 1941, es conserva a l'Arxiu del Col·legi Oficial d'Arquitectes de Catalunya. En la façana està esculpida la data 1943.
És un exemple de l'arquitectura del segon terç del segle XX que arquitectes de prestigi van projectar a Andorra tot mantenint una interpretació respectuosa amb la tradició local. Així mateix, és un exemple de la transformació hotelera i, en general, socioeconòmica d'Andorra a mitjan segle xx.
Originàriament, l'Hotel Rosaleda va ser concebut com un edifici aïllat, l'última edificació, durant uns anys, de l'extrem nord-est de la vila, entre la carretera i el riu, rodejat de camps de conreu. El desenvolupament d'Encamp ha modificat l'entorn inicial en un nou context urbà. L'Hotel Rosaleda i l'edifici del Comú d'Encamp, situats cara a cara, constitueixen els dos punts de referència singular amb una simbologia històrica important.
El 2015 es va fer públic que el ministeri encarregat de la Cultura del Govern d'Andorra traspassaria gran part de les seves dependències, tret de l'Arxiu Nacional i la Biblioteca Pública del Govern.
Després de quatre anys de treballs de rehabilitació, el trasllat del personal del Ministeri de Cultura inicià el seu trasllat el gener del 2020, i es preveu que s'enllesteixi al llarg de l'any.